# Magnus Caris
Magnus Caris, född 1968, är en svensk dartspelare som under många år deltagit i BDO-tävlingar. Hans ingångslåt på tävlingar är Poker Face med Lady Gaga 
Caris har deltagit i BDO World Darts Championship sju gånger, första gången var 1988
Caris har även kvalificerat sig och deltagit i Winmau World Masters fem gånger.
Magnus gick över till Professional Darts Corporation (PDC) under hösten 2009 där han deltog i PDC World Championship (Alexandra Palace)